# Tributylphosphit
Tributylphosphit ist eine chemische Verbindung aus der Gruppe der Phosphonsäureester.

## Gewinnung und Darstellung
Tributylphosphit kann durch Reaktion von Phosphortribromid mit n-Butanol in Gegenwart von Trihexylamin gewonnen werden.

## Eigenschaften
Tributylphosphit ist eine farblose Flüssigkeit mit unangenehmem Geruch, die sich in Wasser langsam zersetzt.

## Verwendung
Tributylphosphit wird als Schmierstoff, Konservierungsmittel und Hitzestabilisator verwendet.